# Estland op het Eurovisiesongfestival 2014

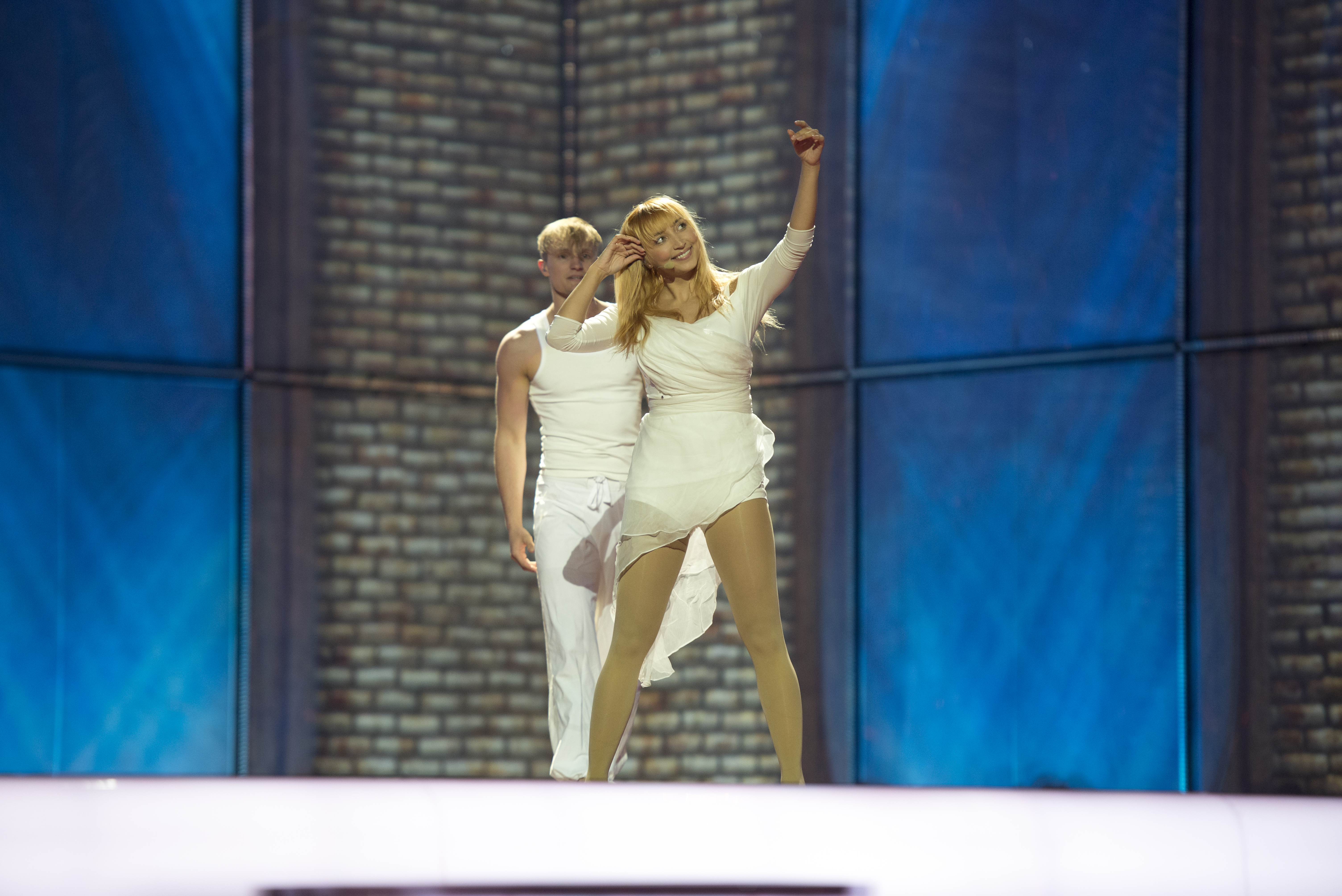
Tanja wist zich niet te plaatsen voor de finale van het Eurovisiesongfestival 2014

Estland nam deel aan het Eurovisiesongfestival 2014 in Kopenhagen, Denemarken. Het was de 20ste deelname van het land op het Eurovisiesongfestival. ERR was verantwoordelijk voor de Estse bijdrage voor de editie van 2014.

## Selectieprocedure
De Estse openbare omroep startte de inschrijvingen voor het jaarlijkse Eesti Laul op 2 oktober 2013. Geïnteresseerden kregen tot 9 december de tijd om een inzending in te sturen. Een interne jury koos vervolgens twintig acts die mochten aantreden in Eesti Laul 2014. De vakjury bestond uit Maarja-Liis Ilus, Janek Murd, Erik Morna, Siim Nestor, Kaupo Karelson, Valner Valme, Tauno Aints, Ingrid Kohtla, Owe Petersell, Toomas Puna en Kostja Tsõbulevski. De acts werden op 12 december bekendgemaakt.
Er werden twee halve finales georganiseerd op 14 en 21 februari, die echter niet live werden uitgezonden. De opnames vonden plaats tussen 6 en 9 februari. Van de tien acts in elke halve finale gingen er telkens vijf door naar de finale. De punten werden evenwaardig verdeeld door de televoters en door de vakjury, bestaande uit Nele-Liis Vaiksoo, Valner Valme, Anna Põldvee, Olav Osolin, Heini Vaikmaa, Mart Niineste, Erik Morna, Owe Petersell, Els Himma, Liis Lemsalu en Tauno Aints. Tijdens de finale, op zaterdag 1 maart, beslisten vakjury en televoters eerst wie de twee superfinalisten waren. Vervolgens mocht het publiek autonoom bepalen wie Estland zou vertegenwoordigen in Kopenhagen. Alle shows werden gepresenteerd door Helen Sürje en Henrik Kalmet.
In de finale kreeg de Super Hot Cosmos Blues Band zowel van de vakjury als van de televoters het maximum van de punten. Tanja wist dankzij de negen punten van het grote publiek nog net door te stoten naar de superfinale, waarin zij het alsnog haalde van de Super Hot Cosmos Blues Band. Zij mocht aldus met het nummer Amazing Estland vertegenwoordigen op de negenenvijftigste editie van het Eurovisiesongfestival.

## Eesti Laul 2014

### Eerste halve finale
14 februari 2014
| Plaats | Artiest                     | Lied           | Jury | Publiek | Totaal |
| ------ | --------------------------- | -------------- | ---- | ------- | ------ |
| 1      | Lenna                       | Supernoova     | 10   | 8       | 18     |
| 2      | Tanja                       | Amazing        | 7    | 10      | 17     |
| 3      | Super Hot Cosmos Blues Band | Maybe maybe    | 8    | 9       | 17     |
| 4      | Kõrsikud                    | Tule ja jää    | 9    | 7       | 16     |
| 5      | Wilhelm                     | Resignal       | 6    | 6       | 12     |
| 6      | Nimmerschmidt               | Sandra         | 3    | 4       | 7      |
| 7      | Vöörad                      | Maailm on hull | 1    | 5       | 6      |
| 8      | The Titles                  | Flame          | 4    | 2       | 6      |
| 9      | State of Zoe                | Solina         | 5    | 1       | 6      |
| 10     | August Hunt                 | Kust on exit?  | 2    | 3       | 5      |

### Tweede halve finale
21 februari 2014
| Plaats | Artiest         | Lied                   | Jury | Publiek | Totaal |
| ------ | --------------- | ---------------------- | ---- | ------- | ------ |
| 1      | Sandra Nurmsalu | Kui tuuled pöörduvad   | 8    | 10      | 18     |
| 2      | Traffic         | Für Elise              | 10   | 8       | 18     |
| 3      | Norman Salumäe  | Search                 | 9    | 6       | 15     |
| 4      | Maiken          | Siin või sealpool maad | 6    | 7       | 13     |
| 5      | Brigita Murutar | Laule täis taevakaar   | 2    | 9       | 11     |
| 6      | Nion            | Muud pole vaja         | 4    | 5       | 9      |
| 7      | MiaMee          | Fearful heart          | 7    | 2       | 9      |
| 8      | Lauri Pihlap    | Lootus                 | 5    | 3       | 8      |
| 9      | Maltised        | Elu                    | 1    | 4       | 5      |
| 10     | Sofia Rubina    | City lights            | 3    | 1       | 4      |

### Finale
1 maart 2014
| Plaats | Artiest                     | Lied                   | Jury | Publiek | Totaal |
| ------ | --------------------------- | ---------------------- | ---- | ------- | ------ |
| 1      | Super Hot Cosmos Blues Band | Maybe maybe            | 10   | 10      | 20     |
| 2      | Tanja                       | Amazing                | 7    | 9       | 16     |
| 3      | Traffic                     | Für Elise              | 8    | 7       | 15     |
| 4      | Lenna                       | Supernoova             | 9    | 5       | 14     |
| 5      | Sandra Nurmsalu             | Kui tuuled pöörduvad   | 2    | 8       | 10     |
| 6      | Norman Salumäe              | Search                 | 5    | 4       | 9      |
| 7      | Brigita Murutar             | Laule täis taevakaar   | 1    | 6       | 7      |
| 8      | Kõrsikud                    | Tule ja jää            | 4    | 3       | 7      |
| 9      | Wilhelm                     | Resignal               | 6    | 1       | 7      |
| 10     | Maiken                      | Siin või sealpool maad | 3    | 2       | 5      |

Superfinale
| Plaats | Artiest                     | Lied        | Stemmen |
| ------ | --------------------------- | ----------- | ------- |
| 1      | Tanja                       | Amazing     | 53 %    |
| 2      | Super Hot Cosmos Blues Band | Maybe maybe | 47 %    |

## In Kopenhagen
Estland moest in Kopenhagen eerst aantreden in de eerste halve finale, op dinsdag 6 mei. Tanja trad als derde van zestien acts aan, na Aarzemnieki uit Letland en net voor Sanna Nielsen uit Zweden. Bij het openen van de enveloppen bleek dat Estland zich niet had weten te plaatsen voor de finale. Na afloop van de finale werd duidelijk dat Tanja op de twaalfde plaats was geëindigd in de eerste halve finale, met 36 punten.
1994 · 1995 · 1996 · 1997 · 1998 · 1999 · 2000 · 2001 · 2002 · 2003 · 2004 · 2005 · 2006 · 2007 · 2008 · 2009 · 2010 · 2011 · 2012 · 2013 · 2014 · 2015 · 2016 · 2017 · 2018 · 2019 · 2020 · 2021 · 2022 · 2023 · 2024 · 2025
Albanië · Armenië · Azerbeidzjan · België · Denemarken · Duitsland · Estland · Finland · Frankrijk · Georgië · Griekenland · Hongarije · Ierland · IJsland · Israël · Italië · Letland · Litouwen · Macedonië · Malta · Moldavië · Montenegro · Nederland · Noorwegen · Oekraïne · Oostenrijk · Polen · Portugal · Roemenië · Rusland · San Marino · Slovenië · Spanje · Verenigd Koninkrijk · Wit-Rusland · Zweden · Zwitserland